# 举父
举父，是中国传说里的妖怪，样子像猿猴，它们的头骨圆润，浑身银白，嘴周围长着白色绒毛。举父记载在《山海經·西山經》中，並且生活在崇吾之山。